# Почтовые индексы в Таджикистане
Почтовые индексы в Таджикистане представляют собой систему шестизначных кодов, унаследованную со времён СССР и распространённую на почтовой территории современного Таджикистана.

## Описание
Система почтовых индексов не претерпела существенных изменений: первые три цифры индекса примерно соответствуют области, следующие три — номеру почтового отделения в ней. Нечёткое соответствие вызвано менявшимся территориальным делением республики с момента введения индексов (1970 год).

## Регионы и коды
| Первые цифры почтового индекса | Регион |
| ------------------------------ | --- |
| 734                            | Душанбе Районы республиканского подчинения: район Рудаки |
| 735                            | Согдийская область Хатлонская область Районы республиканского подчинения: Варзобский район Вахдатский район Гиссарский район Нурабадский район Раштский район |
| 736                            | Горно-Бадахшанская автономная область |
| 737                            | Районы республиканского подчинения: Лахш Рогунский район Сангвор Таджикабадский район Турсунзадевский район Файзабадский район Шахринавский район             |